# Štulac (Vrnjačka Banja)
Štulac (Servisch cyrillisch Штулац) is een plaats in de Servische gemeente Vrnjačka Banja. De plaats telt 1142 inwoners (2002).